# 393. п. н. е.

## Догађаји
- Египатски фараон Псамутис наслеђује Неферитеса I..
- После вишегодишњег превирања, Аминтас III. постаје краљ Македоније.
- Тирибазос постаје перзијски сатрап региона Лидија са сједиштем у Сардесу.